# Bahnhof Keikyū Kurihama
Der Bahnhof Keikyū Kurihama (jap. 京急久里浜駅, Keikyū Kurihama-eki) ist ein Bahnhof auf der japanischen Insel Honshū. Er wird von der Bahngesellschaft Keikyū betrieben und befindet sich in der Präfektur Kanagawa auf dem Gebiet der Stadt Yokosuka.

## Verbindungen
Keikyū Kurihama ist ein Zwischenbahnhof an der Keikyū Kurihama-Linie, die den südlichen Teil der Miura-Halbinsel erschließt sowie die Städte Yokosuka und Miura miteinander verbindet. Tagsüber wird ein fester Zehn-Minuten-Takt angeboten, während der Hauptverkehrszeit fahren die Züge in der jeweiligen Lastrichtung alle fünf Minuten (in Richtung Misakiguchi gilt teilweise ein 20-Minuten-Takt). Dabei werden fast alle in Horinouchi auf die Keikyū-Hauptlinie weitergeleitet oder kommen von dort her. Hier haltende Schnellzüge sind die zuschlagpflichtigen Morning Wing morgens nach Tokio bzw. Evening Wing abends nach Misakiguchi.
Der Bahnhof Kurihama, die Endstation der Yokosuka-Linie von JR East, befindet sich knapp 200 Meter nordwestlich. Vor beiden Bahnhöfen befindet sich jeweils ein Busterminal und alle Buslinien in der Umgebung nutzen den einen oder den anderen als Endstation. Die Haltestellen sind vor dem Ostausgang zu finden. Von dort aus verkehren ein Dutzend Linien der Gesellschaft Keihin Kyūkō Bus, die Verbindungen zu den nahe gelegenen Wohngebieten, den Industriegebieten und dem Hafen von Kurihama herstellen.

## Anlage
Der Bahnhof steht im Nordwesten des namensgebenden Stadtteils Kurihama, am Rand der Mündungsebene des Flusses Hirasaku. Die Anlage ist von Norden nach Süden ausgerichtet und umfasst drei Gleise auf einem Bahndamm, die alle dem Personenverkehr dienen. Sie liegen an zwei Mittelbahnsteigen, über die sich eine verglaste Bahnhofshalle spannt. Das fünfgeschossige Empfangsgebäude an der Ostseite enthält ein Wing-Einkaufszentrum. Ein weiterer Ausgang ist an der Westseite zu finden und ermöglicht den Zugang zum JR-East-Bahnhof. Getrennt durch eine Nebenstraße, verläuft dort parallel zur Kurihama-Linie ein Abstellgleis am Streckenende der Yokosuka-Linie.
Im Fiskaljahr 2019 nutzten durchschnittlich 42.350 Fahrgäste täglich den Bahnhof, er ist somit der meistfrequentierte an der Kurihama-Linie.

## Bilder

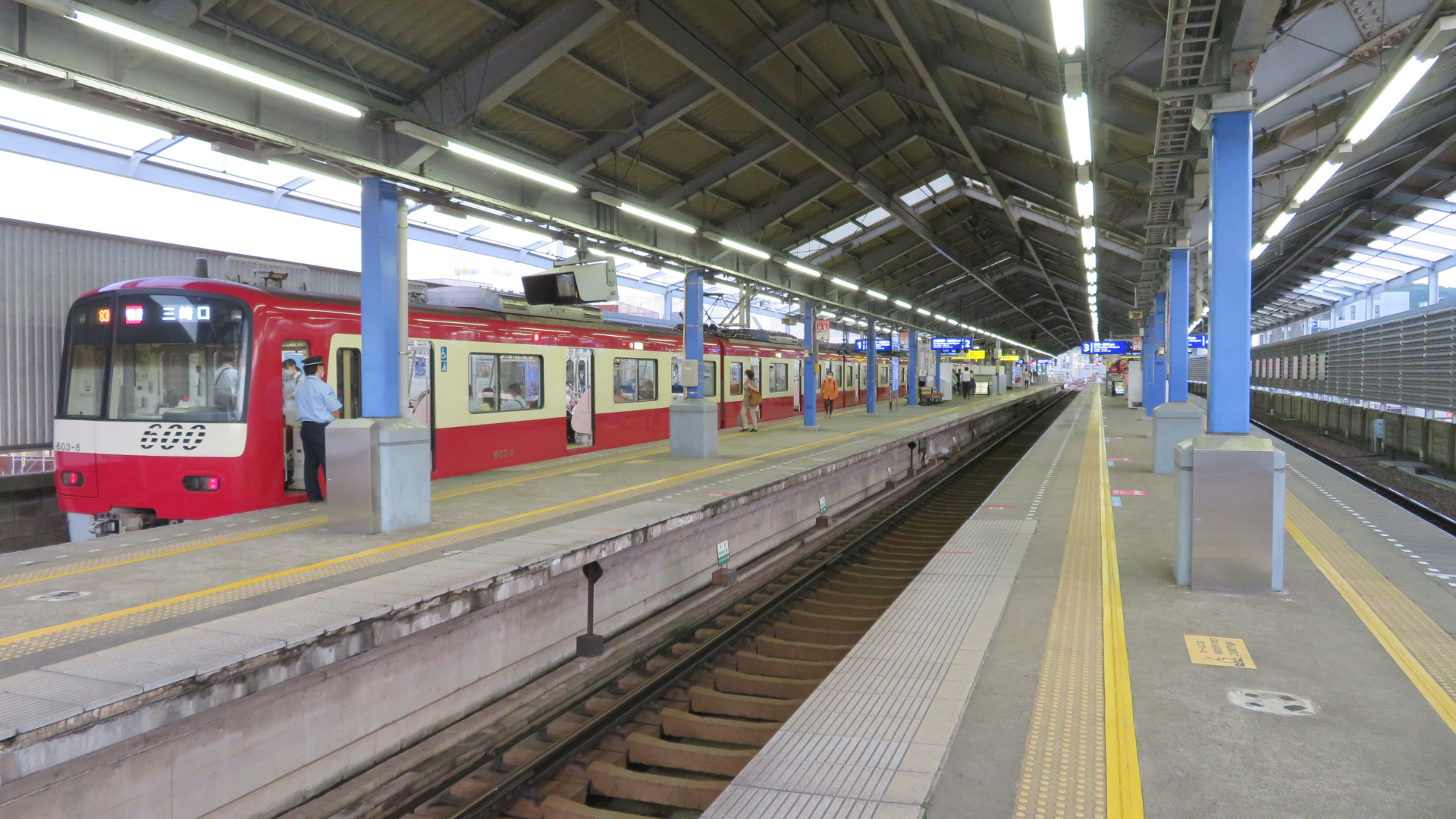
Bahnhofshalle
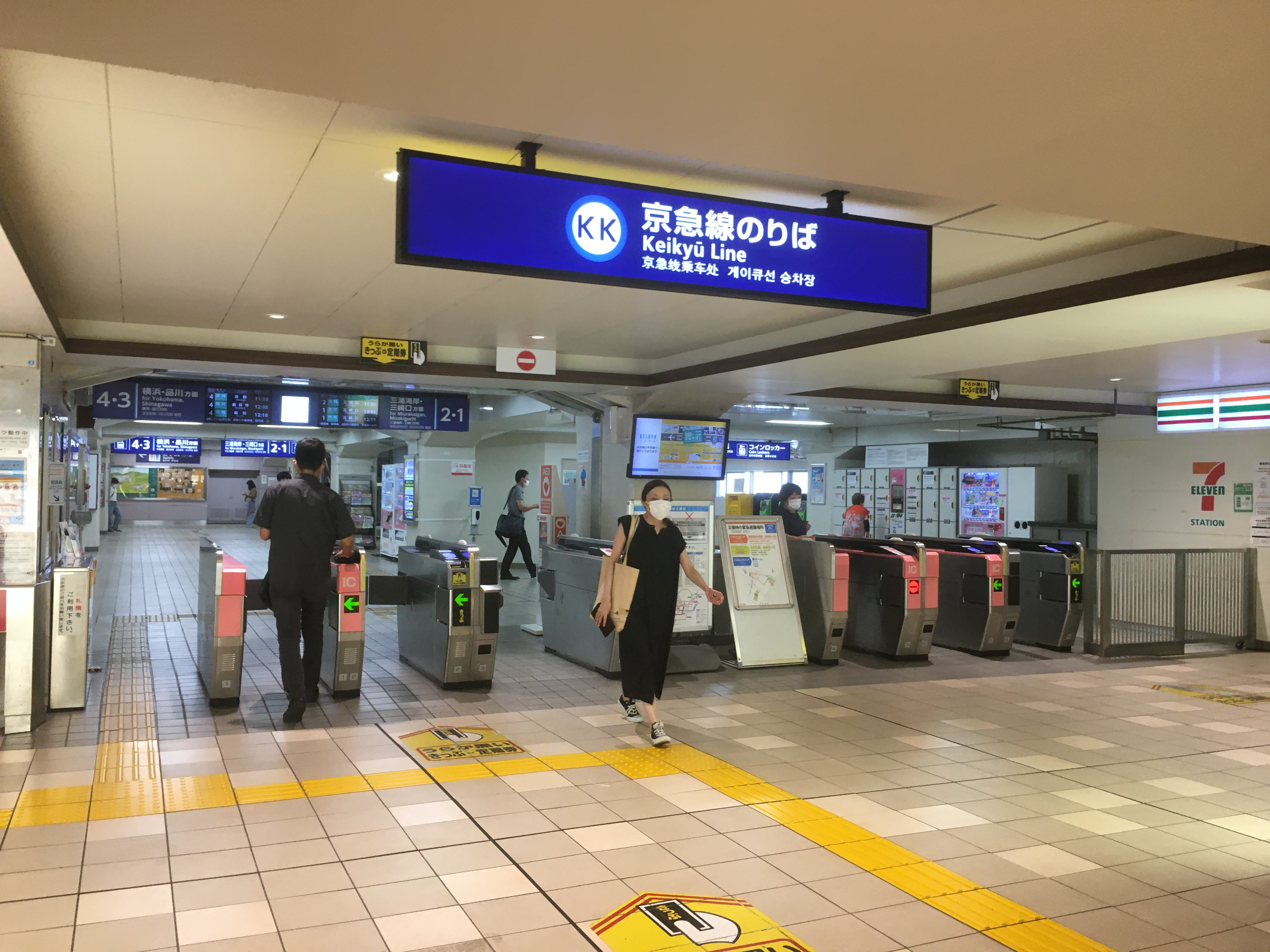
Bahnsteigsperren
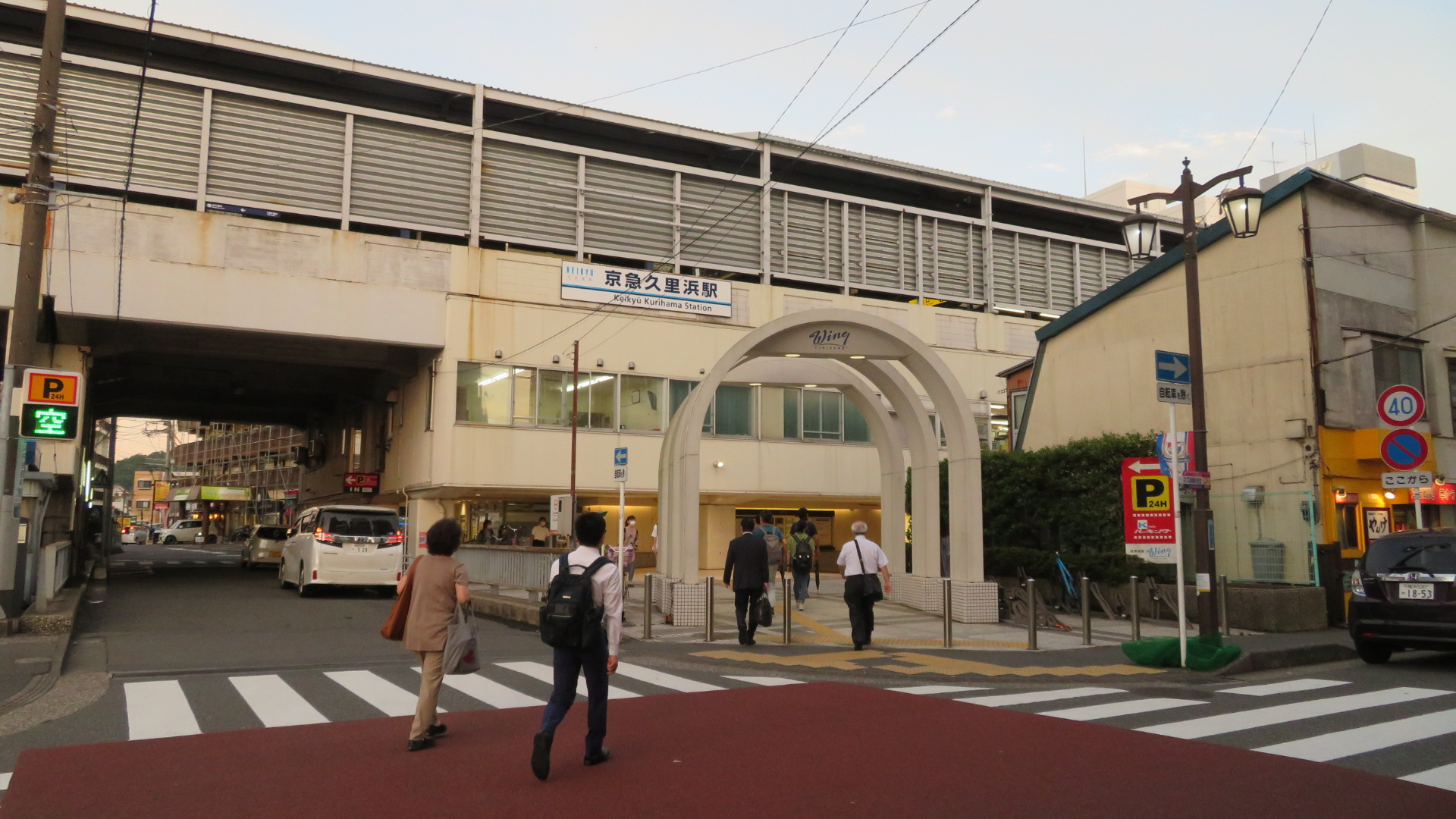
Westlicher Ausgang
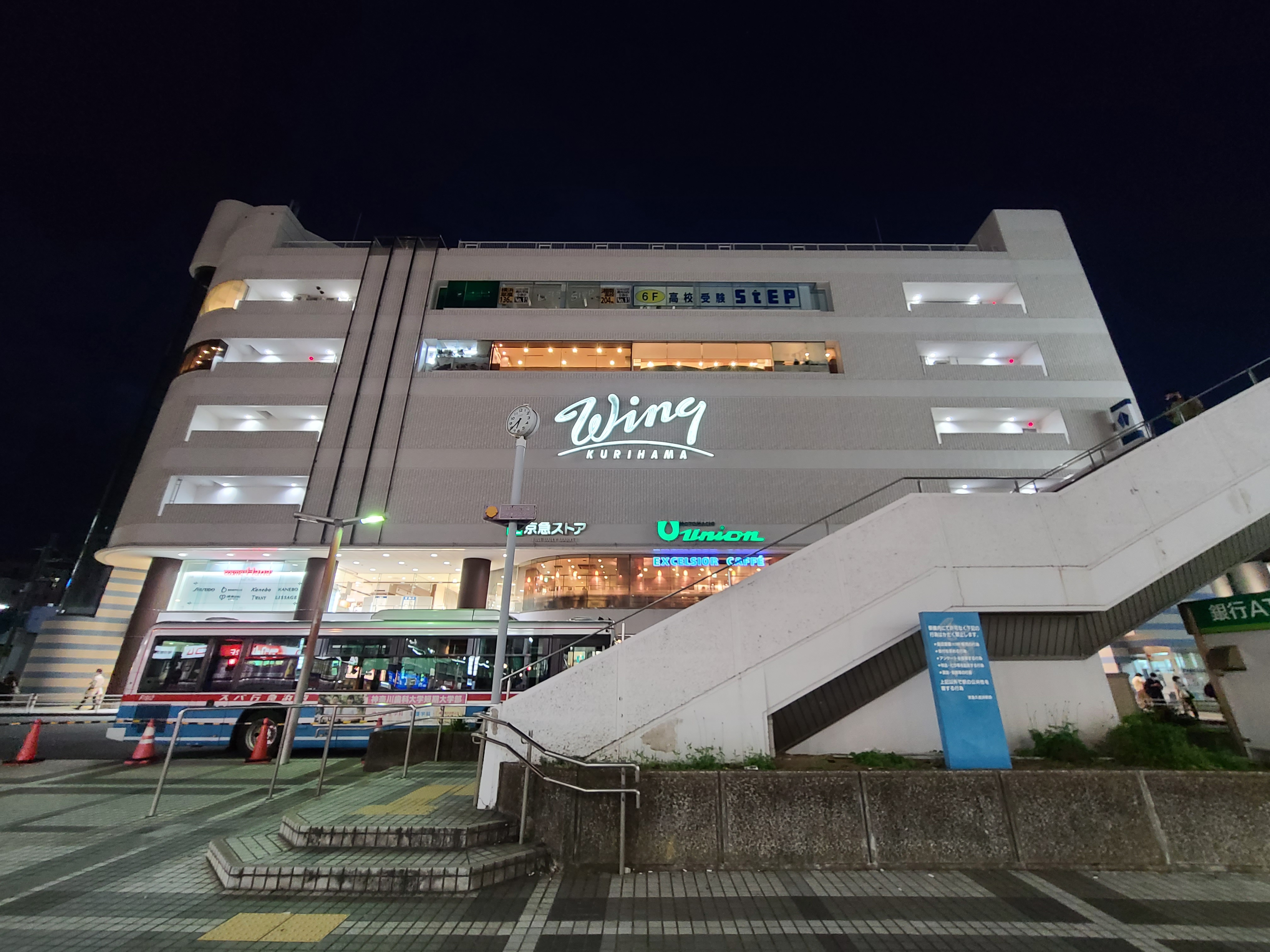
Ostausgang bei Nacht. Die Lichter auf dem „Wing“ wurden Ende Februar 2021 nach langer Zeit wieder angezündet (April 2021)

## Gleise
| 1/2 | ▉ Keikyū Kurihama-Linie | Miurakaigan • Misakiguchi               |
| 3   | ▉ Keikyū Kurihama-Linie | Yokohama • Flughafen Haneda • Shinagawa |

## Linien
| Verlauf der Keikyū Kurihama-Linie                                                                                             |
| --- |
| Horinouchi • Shin-Ōtsu • Kitakurihama • Keikyū Kurihama • YRP Nobi • Keikyū Nagasawa • Tsukuihama • Miurakaigan • Misakiguchi |

## Geschichte
Ende der 1930er Jahre begann die Bahngesellschaft Shōnan Denki Tetsudō mit dem Bau der Kurihama-Linie. Noch während die Arbeiten im Gange waren, wurde sie am 1. November 1941 von der Keihin Denki Tetsudō übernommen, die ihrerseits am 1. Mai 1942 im Daitōkyū-Konglomerat aufging. Die Eröffnung des Bahnhofs fand sieben Monate später am 1. Dezember 1942 unter dem Namen Kurihama (久里浜) statt. Um ihn vom neu eröffneten Bahnhof Kurihama an der Yokosuka-Linie unterscheiden zu können, hieß er ab 1. April 1944 Shōnan Kurihama (湘南久里浜).
1947 beschlossen die Daitōkyū-Aktionäre die Auflösung des finanziell angeschlagenen Konglomerats und am 1. Juni 1948 nahm das Unternehmen seine Geschäftstätigkeit unter der neuen Bezeichnung Keihin Kyūkō Dentetsu (abgekürzt Keikyū) wieder auf. Über zwei Jahrzehnte lang befand sich hier die südliche Endstation, bis zur Eröffnung des anschließenden Streckenabschnitts nach Nobi (heute YRP Nobi) am 1. November 1963; gleichzeitig erfolgte die Umbenennung in Keihin Kurihama (京浜久里浜). Nachdem am 25. April 1987 ein neues Empfangsgebäude eröffnet worden war, erhielt der Bahnhof am 1. Juni desselben Jahres seinen heutigen Namen.